# Suillia nigripes
Suillia nigripes är en tvåvingeart som beskrevs av Leander Czerny 1932. Suillia nigripes ingår i släktet Suillia och familjen myllflugor. Inga underarter finns listade i Catalogue of Life.